# Поляков, Дмитрий Николаевич
Дмитрий Николаевич Поляков (р. 19 января 1968, Киев, Украинская ССР) — советский и украинский теннисист и теннисный тренер, мастер спорта СССР международного класса. Чемпион СССР по теннису (1989 год — смешанный парный разряд, 1990 год — мужской одиночный разряд) и победитель Открытого чемпионата Югославии 1991 года.

## Биография
Дмитрий Поляков родился в 1968 году в Киеве. В 1987 году переехал в Харьков, где стал студентом филологического факультета ХГУ.

## Игровая карьера
Дмитрий Поляков впервые выступил в профессиональном теннисном турнире в 1986 году, когда провёл один матч в «челленджере» в Дортмунде. Регулярное участие в турнирах этого уровня он начал в 1989 году, победив в июле в Фюрте (ФРГ) как в одиночном, так и в парном разряде (с Владимиром Габричидзе). В этом году он также стал чемпионом СССР в миксте, где его партнёршей была Наталья Медведева, а в финале мужского парного разряда уступил в паре с ужгородцем Иосифом Крочко. На следующий год он стал и чемпионом СССР в мужском одиночном разряде, переиграв в финале в четырёх сетах Андрея Ольховского. В мае 1990 года он был приглашён в сборную СССР на матч Кубка Дэвиса с португальцами и принёс команде очко в парной игре вместе с Андреем Чесноковым. Затем на Уимблдонском турнире Поляков успешно преодолел квалификационный отбор и в первом круге основного соревнования вёл 2-1 по сетам у экс-чемпиона Пэта Кэша, однако опыт австралийского теннисиста помог тому в итоге выиграть этот матч.
Пик профессиональной карьеры Полякова пришёлся на 1991 год, когда в мае и начале июня он трижды выходил в финал профессиональных турниров. Вначале он стал победителем Открытого чемпионата Югославии, входящего в календарь АТР-тура, переиграв последовательно трёх соперников из первой сотни рейтинга, в том числе 54-ю ракетку мира Франсиско Клавета в четвертьфинале и 66-ю ракетку мира Хавьера Санчеса в финале. После этого он выиграл «челленджер» в Билефельде (Германия) и вышел в финал в Фюрте, но там вынужден был прекратить борьбу в середине второго сета. После этих достижений он вошёл в число ста лучших теннисистов мира согласно рейтингу АТР. В июле он вышел в парный финал ещё одного турнира АТР, Открытого чемпионата Австрии, где его партнёром был перуанец Пабло Аррайя.
После распада Советского Союза Поляков выступал в Кубке Дэвиса за сборную Украины, защищая цвета национального флага с 1993 по 1998 год. Предполагалось, что после окончания учёбы он посвятит себя профессиональному теннису, но карьера теннисиста у него не сложилась: свои последние «челленджеры» он выиграл в 1993 году, хотя и продолжал выступать до 1999 года. Одним из лучших результатов за карьеру стал для него в эти годы выход в полуфинал Кубка Кремля 1993 года после побед над тремя соперниками из первой сотни рейтинга, в том числе над 26-й ракеткой мира Амосом Мансдорфом. Свои последние матчи в профессиональных турнирах он провёл в августе 1999 года, когда трижды подряд проиграл в первом круге украинских «фьючерсов».

## Дальнейшая карьера
После окончания активной карьеры Поляков работает как профессиональный тренер и спортивный менеджер. В 2009 году он открыл теннисную школу в Станишовке Житомирской области. Он также сотрудничает с порталом HotSport.ua в качестве теннисного эксперта.

## Участие в финалах турниров АТР и ATP Challenger  за карьеру (2+13)
| Легенда             |
| ------------------- |
| ATP World (2)       |
| ATP Challenger (13) |

### Одиночный разряд (1+5)

#### Победы (1+4)
| №  | Дата        | Турнир                     | Покрытие | Соперник в финале | Счёт в финале |
| -- | ----------- | -------------------------- | -------- | ----------------- | ------------- |
| 1. | 17 июл 1989 | Фюрт, ФРГ                  | Грунт    | Федерико Мордеган | 6-2, 6-1      |
| 2. | 9 июл 1990  | Ной-Ульм, ФРГ              | Грунт    | Барт Вёйтс        | 3-6, 7-5, 6-3 |
| 3. | 13 мая 1991 | Умаг, СФРЮ                 | Грунт    | Хавьер Санчес     | 6-4, 6-4      |
| 4. | 27 мая 1991 | Билефельд, Германия        | Грунт    | Ларс Козловски    | 6-4, 6-1      |
| 5. | 17 мая 1993 | Брук-ан-дер-Лайта, Австрия | Грунт    | Симон Тузил       | 6-4, 6-1      |

#### Поражение (0+1)
| №  | Дата       | Турнир         | Покрытие | Соперник в финале     | Счёт в финале  |
| -- | ---------- | -------------- | -------- | --------------------- | -------------- |
| 1. | 3 июн 1991 | Фюрт, Германия | Грунт    | Маркос Аурелио Горрис | 2-6, 0-3 отказ |

### Парный разряд (1+8)

#### Победы (0+5)
| №  | Дата        | Турнир            | Покрытие | Партнёр             | Соперники в финале                  | Счёт в финале |
| -- | ----------- | ----------------- | -------- | ------------------- | ----------------------------------- | ------------- |
| 1. | 17 июл 1989 | Фюрт, ФРГ         | Грунт    | Владимир Габричидзе | Кристиано Каратти Федерико Мордеган | 6-4, 6-7, 6-4 |
| 2. | 6 авг 1990  | Кнокке, Бельгия   | Грунт    | Андрей Ольховский   | Ксавье Дофрен Денис Лангаскенс      | 6-4, 4-6, 6-3 |
| 3. | 27 авг 1990 | Верона, Италия    | Грунт    | Слава Доседел       | Менно Остинг Якко Элтинг            | 6-0, 6-7, 6-4 |
| 4. | 15 апр 1991 | Порту, Португалия | Грунт    | Томаш Анзари        | Марк Куверманс Паул Хархёйс         | 3-6, 6-3, 6-4 |
| 5. | 5 июл 1993  | Айзенах, Германия | Грунт    | Кристер Аллгард     | Владимир Габричидзе Андрей Меринов  | 6-7, 6-4, 6-4 |

#### Поражения (1+3)
| №  | Дата        | Турнир                    | Покрытие | Партнёр             | Соперники в финале               | Счёт в финале |
| -- | ----------- | ------------------------- | -------- | ------------------- | -------------------------------- | ------------- |
| 1. | 26 ноя 1990 | Мюнхен, Германия          | Ковёр    | Слободан Воинович   | Йенс Вёрман Маркус Цёкке         | 4-6, 3-6      |
| 2. | 29 июл 1991 | Кицбюэль, Австрия         | Грунт    | Пабло Аррайя        | Томас Карбонель Франсиско Роиг   | 7-6, 2-6, 4-6 |
| 3. | 5 окт 1992  | Реджо-ди-Калабрия, Италия | Ковёр    | Жуан Кунья э Силва  | Томаш Анзари Брент Хайгарт       | 4-6, 6-7      |
| 4. | 15 фев 1993 | Эмден, Германия           | Ковёр    | Владимир Габричидзе | Мартин Лорендо Микаэль Мортенсен | 6-3, 4-6, 2-6 |